# ヴィルヘルム7世 (ヘッセン＝カッセル方伯)
ヴィルヘルム7世（Wilhelm VII., 1651年6月21日 - 1670年11月21日）は、ヘッセン＝カッセル方伯（在位：1663年 - 1670年）。
ヴィルヘルム6世とその妻であったブランデンブルク選帝侯ゲオルク・ヴィルヘルムの娘ヘートヴィヒ・ゾフィー（1623年 - 1683年）の長男。カッセルで生まれた。
1663年に父の死去によって母ヘドヴィヒ・ゾフィーの摂政のもとヘッセン＝カッセル方伯となるが、1670年11月21日にパリで死去。未婚だったため、弟のカールが方伯位を嗣いだ。